# بيتر باومباخ
بيتر باومباخ (بالألمانية: Peter Baumbach)‏ (8 مارس 1940م في فينيغنسومرن) معماري ألماني وأستاذاً في المدرسة العليا للفنون في برلين - فايسنزي.

## نبذة عن حياته
درس باومباخ بين عامي 1958 و1964م في جامعة دريسدن التقنية، انضم إلى حزب الوحدة الاشتراكي الألماني، كان منذ عام 1964م تقني ورئيس مشروع، ومهندس معماري رئيسي في البناء السكني في مدينة روستوك، قام بمشاريع المناطق السكنية الكبيرة بين روستوك وفارنيموندي، في بداية عام 1971 قام بتصميم داخلي للمركز الرئيسي روستوك-إيفرزهاغن، بين عامي 1981 و1983 قام بإعادة تصليح وبناء «بيت المهندسين» في روستوك، ومنذ عام 1983م أصبح باومباخ أستاذاً في المدرسة العليا للفنون في برلين-فايسنزي. كان بين عامي 1987 و1989م معماري المدينة في مجلس المدينة في أديس أبابا، بعدها أصبح يعمل في مكاتب معمارية في روستوك.